# Parasomnie
Pour un article plus général, voir Trouble du sommeil.
 Mise en garde médicale
Les parasomnies font partie des troubles du sommeil avec l’hypersomnie et l’hyposomnie. Ce sont des événements indésirables qui surviennent pendant le sommeil et qui impliquent souvent des comportements complexes et orientés vers un but. Elles se manifestent après l’endormissement, pendant le sommeil ou au moment de l’éveil.

## Sémiologie

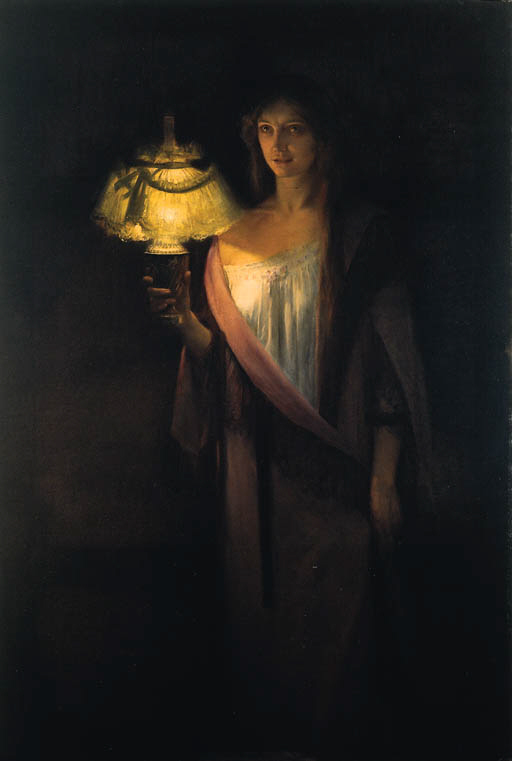
Édouard Rosset-Granger, La Somnambule (1897).

Les parasomnies correspondent aux comportements anormaux pendant le sommeil, notamment le somnambulisme qui touche 17 % des enfants et 4 % des adultes. Il survient pendant le sommeil lent profond. Le cerveau associe le contenu mental d’un rêve et la perception de l’environnement (obstacles, marches d’escalier, etc.). Il existe une forte prédisposition génétique. D’autres troubles comportementaux surviennent pendant le sommeil paradoxal et affectent préférentiellement les plus de 50 ans. Les symptômes sont alors très bruyants et parfois violents, amenant les patients à consulter. Ce comportement peut être annonciateur de la maladie de Parkinson.

## Diagnostic

### Aspects cliniques
Les parasomnies sont une manifestation des états dissociés de sommeil, qui sont un mélange ou une superposition de l’état de veille et du sommeil profond non paradoxal. De façon générale, l’individu n’a pas conscience de ces comportements et ne s’en souvient pas au réveil (sauf pour les cauchemars).

## Parasomnie chez l’enfant
Chez l’enfant et l’adolescent, les parasomnies les plus fréquentes sont la somniloquie, le somnambulisme, les éveils confusionnels, les terreurs nocturnes et les cauchemars.

### Parasomnies survenant en sommeil profond
Les éveils confusionnels sont fréquents chez les enfants de moins de 5 ans et surviennent surtout en début de nuit, mais peuvent aussi se répéter plus tard. Les manifestations cliniques comprennent des grognements, des pleurs et de l’agitation. L’enfant semble éveillé alors qu’il dort profondément. Il refuse tout réconfort. 
Le somnambulisme désigne une série de comportements moteurs complexes et environ 17 % des enfants âgés de 10 à 13 ans souffrent de ce trouble. Les manifestations cliniques comprennent le fait de s’assoir dans le lit, de se promener et même de sortir de la maison. L’épisode de somnambulisme peut être calme ou agité, atteindre divers degrés de complexité et être de durée variable. Les somnambules sont difficiles à réveiller, sont souvent dans un état confusionnel et ne se souviennent pas de ces épisodes au réveil. Ces épisodes surviennent surtout dans le premier tiers de la nuit. 
Les terreurs nocturnes surviennent généralement quelques heures après l’endormissement de l’enfant et environ 1 à 3 % des enfants de moins de 15 ans présentent ce trouble. Le début de la terreur nocturne est souvent brutal et se manifeste de la façon suivante : l’enfant est dans son lit avec les yeux ouverts, effrayé, hurlant. Des manifestations du système nerveux autonome (tachycardie, tachypnée, diaphorèse ou tonus musculaire accru) ou des modes de comportement (peur intense, mouvement pour sortir du lit) peuvent survenir. Bien qu’elles soient habituellement bénignes, les terreurs nocturnes peuvent être assez violentes pour que la personne se blesse ou qu’elle inflige des blessures à d’autres. Comme dans le somnambulisme, l’éveil est difficile et est souvent associé à un état confusionnel et à une amnésie de l’épisode, au réveil, cependant l’enfant se rendort assez facilement.
Il peut également apparaitre une sexsomnie et une somniloquie.

### Parasomnie survenant en sommeil paradoxal
Les cauchemars surviennent vers la fin d’un cycle du sommeil, le plus souvent vers la fin de la nuit, et environ 10 à 50 % des enfants de 3 à 5 ans ont des cauchemars occasionnels, la fréquence diminue normalement avec l’âge, mais ils peuvent persister chez certains adultes.
Les cauchemars se distinguent des rêves par leur contenu effrayant et anxiogène. Ils sont accompagnés au réveil d’un état de peur ou de tristesse. Contrairement aux parasomnies qui surviennent en sommeil lent, l’enfant se réveille facilement et ne présente aucune confusion ni désorientation. Le retour au sommeil peut cependant être difficile, mais l’enfant se laisse réconforter facilement.

## Parasomnie chez l’adulte

### Parasomnies survenant en sommeil profond
Les éveils confusionnels peuvent apparaître aussi chez l’adulte, environ 4 % des adultes présentent ce trouble. Ils se manifestent par des cris et des sursauts. La personne semble éveillée, désorientée ou irritée et refuse tout réconfort. 
La somniloquie, le somnambulisme (près de 4 % des cas) et les terreurs nocturnes (près de 4 à 5 % des cas) peuvent également être observés chez les adultes. Souvent, la prévalence et la fréquence d’apparition de ces événements diminuent avec l’âge. Cependant, ces désordres peuvent débuter ou persister à l’âge adulte. Certains facteurs tels que la privation de sommeil, la consommation d’alcool et la prise de médicaments peuvent également déclencher ce trouble.

### Parasomnies survenant en sommeil paradoxal (REM Sleep)
Le trouble comportemental en sommeil paradoxal est un trouble du sommeil associé à des affections du système nerveux central tel que la Maladie de Parkinson ou une affection vasculaire. Ce trouble touche essentiellement les hommes de plus de 50 ans, et chez les patients atteints de narcolepsie ou d’apnée du sommeil.
Ce désordre se caractérise par un comportement violent survenant en fin de nuit, alors que le sujet dort profondément en sommeil paradoxal. Les manifestations cliniques sont : des cris, une gesticulation brusque, des mouvements précipités sur le partenaire ou un saut violent hors du lit. En fait, la personne « vit ses rêves » comme s’ils étaient réels et tente donc d’échapper au danger qu’elle perçoit. La personne va mimer ses rêves en sommeil paradoxal.
Les cauchemars peuvent apparaître aussi chez l’adulte. Cependant, ils sont souvent liés à des périodes de stress intense ou sont consécutifs à un choc post-traumatique. Certains facteurs, tels que la consommation d’alcool et la prise de certains médicaments, accentuent les cauchemars.

### Conséquences des parasomnies
Que ce soit chez l’enfant ou l’adulte, les parasomnies peuvent avoir des conséquences graves sur le patient ou sur son entourage, notamment auprès de l’enfant et de l’adolescent, car elles peuvent avoir un important retentissement psychosocial.
Les parasomnies ne se limitent pas à des troubles du sommeil isolés. En perturbant les cycles de sommeil lent profond et paradoxal, elles peuvent entraîner une privation chronique de sommeil réparateur. Cette dette de sommeil est susceptible d’aggraver des troubles psychiatriques tels que l’anxiété et la dépression. Certaines parasomnies, notamment les terreurs nocturnes et le trouble du comportement en sommeil paradoxal (TCSP), augmentent également le risque de blessures, tant pour les personnes atteintes que pour leur entourage. Par ailleurs, plusieurs études ont établi un lien entre le TCSP et certaines maladies neurodégénératives, notamment la maladie de Parkinson et la démence à corps de Lewy, suggérant que le TCSP pourrait être un biomarqueur précoce de ces pathologies,. Une prise en charge multidisciplinaire, incluant thérapies comportementales et pharmacologiques, est donc recommandée pour réduire les risques à long terme[réf. souhaitée].

## Autres parasomnies
- Trouble dissociatif lié au sommeil
- Énurésie
- Catathrénie
- Syndrome de la tête qui explose (EHS)
- Hallucinations liées au sommeil (hallucinations hypnagogiques, hallucinations hypnopompiques)
- Trouble du comportement alimentaire lié au sommeil
- Autres parasomnies non spécifiées
- Trouble du comportement sexuel lié au sommeil ou sexsomnie
- Parasomnie induite par une substance ou une condition médicale
- Paralysie du sommeil

### Filmographie
- Parasomnie, le sommeil impossible, film documentaire de Maro Chermayeff et Christine Le Goff, France/Belgique, 2008, 90 minutes